# Yoshihito Iizuka
Yoshihito Iizuka (飯塚 欣士 Iizuka Yoshihito?), född 7 maj 2001 i Gunma prefektur, är en japansk fotbollsspelare.
Iizuka började sin karriär 2019 i FC Tokyo.